# Основность (в металлургии)
Осно́вность (индекс основности, коэффициент основности) — характеристика металлургического сырья, железной руды или металлургического шлака, показывающая соотношение масс основных оксидов к кислотным. Как правило, измеряется в долях единицы. Для железорудного сырья, подвергающегося переработке перед доменной плавкой (агломерат, окатыши, брикеты), применяют также синонимичный термин «степень офлюсования».

## Классификация

### Железные руды
Железные руды по величине коэффициента основности подразделяются на кислые (менее 0,7), самофлюсующиеся (0,7—1,1) и основные (более 1,1). С точки зрения качества руд, лучшими являются самофлюсующиеся руды: кислые руды по сравнению с основными требуют введения в доменную шихту повышенного количества известняка (флюса).

### Окускованное сырьё
Ввод известняка и доломитизированного известняка в агломерационную шихту позволяет получать офлюсованный агломерат. Вывод известняка из доменной шихты приводит к экономии значительного количества тепла, затрачиваемого ранее на диссоциацию карбонатов, и к соответствующей экономии кокса. Экономический эффект от применения офлюсованного агломерата достигается за счёт того, что при агломерации на реакции диссоциации затрачивается тепло, выделяемое в спекаемом слое при горении гораздо более дешёвого, чем кокс, топлива (коксовая мелочь, антрацитовый штыб, тощий уголь). Применение офлюсованного агломерата позволяет улучшить шлакообразование, а также уменьшить содержание диоксида углерода в печных газах, то есть повысить их восстановительную способность и улучшить шлакообразование.

### Металлургические шлаки
Шлак, в котором преобладают основные оксиды (CaO, MgO, MnO, FeO), называют основным; в случае преобладания кислотных оксидов (SiO2, Р2O5, TiO2, V2O5) шлак называется кислым. В простейшем представлении под основностью шлака понимают отношение массовых концентраций (CaO)/(SiO2) или в случае высоких концентраций фосфора (CaO)/(SiO2 + Р2O5). В сталеплавильном производстве используют обе группы шлаков: кислые (45—60 % SiO2, 35—45 % (FeO + MnO) и основные (35—60 % CaO + MgO; 10—25 % FeO; 15—30 % SiO2; 5—20 % MnO).
Какой-либо общепринятой градации шлаков в зависимости от их основности нет. Как правило, шлаки сталеплавильного производства делят на три группы:
- если (CaO)/(SiO2) < 1,5, шлаки называют низкоосновными;
- при (CaO)/(SiO2) = 1,6—2,5 — средний основности;
- (CaO)/(SiO2) > 2,5 — высокоосновными.

Знание основности шлака и постоянный контроль за этим параметром очень важны, так как эта характеристика шлака обычно определяет важнейшее свойство шлака: способность извлекать из металла такие вредные примеси, как сера и фосфор, и удерживать их в шлаке.
Для доменного шлака нормальной считается основность равная 1,0; шлаки с основностью более 1,0 относят к основным; с основностью менее 1,0 — к кислым. Руды с основностью равной 1,0 называют самоплавкими. Оптимальной с точки зрения обессеривающей способности является основность шлака в пределах 0,9—1,1.
Основность металлургического шлака также во многом определяет минералогический состав, образующийся при охлаждении расплава. Так, например, известно, что склонность доменного шлака к стеклообразованию увеличивается с ростом его основности. Основным способом офлюсования шихты (а впоследствии — изменения основности шлака) является изменение массовой доли известняка или доломита в шихте.